# Patzig
Patzig ist eine Gemeinde im Landkreis Vorpommern-Rügen auf der Insel Rügen in Mecklenburg-Vorpommern. Die Gemeinde wird vom Amt Bergen auf Rügen mit Sitz in der Stadt Bergen auf Rügen verwaltet.

## Geografie und Verkehr
Patzig liegt ca. sechs Kilometer nordwestlich von Bergen auf Rügen. Sie liegt am westlichen Rand des quer durch die Mitte von Rügen verlaufenden Endmoränenzuges. Die B 96 verläuft östlich der Gemeinde.
Umgeben wird Patzig von den Nachbargemeinden Rappin im Norden, Ralswiek im Osten, Bergen auf Rügen im Süden sowie Kluis im Westen.

### Ortsteile
- Patzig
- Veikvitz
- Woorke

## Geschichte
Patzig war bis 1326 Teil des Fürstentums Rügen und danach des Herzogtums Pommern. Mit dem Westfälischen Frieden von 1648 wurde Rügen und somit auch das Gebiet von Patzig ein Teil von Schwedisch-Pommern. 1815 kam Patzig
als Teil von Neuvorpommern zur preußischen Provinz Pommern.
Seit 1818 gehörte Patzig zum Kreis bzw. Landkreis Rügen. Nur von 1952 bis 1955 war es dem Kreis Bergen zugehörig. Die Gemeinde gehörte danach bis 1990 zum Kreis Rügen im Bezirk Rostock und wurde im selben Jahr Teil des Landes Mecklenburg-Vorpommern. Der seit 1990 wieder so bezeichnete Landkreis Rügen ging 2011 im Landkreis Vorpommern-Rügen auf.

## Dienstsiegel
Die Gemeinde verfügt über kein amtlich genehmigtes Hoheitszeichen, weder Wappen noch Flagge. Als Dienstsiegel wird das kleine Landessiegel mit dem Wappenbild des Landesteils Vorpommern geführt. Es zeigt einen aufgerichteten Greifen mit aufgeworfenem Schweif und der Umschrift „GEMEINDE PATZIG“.

## Sehenswürdigkeiten

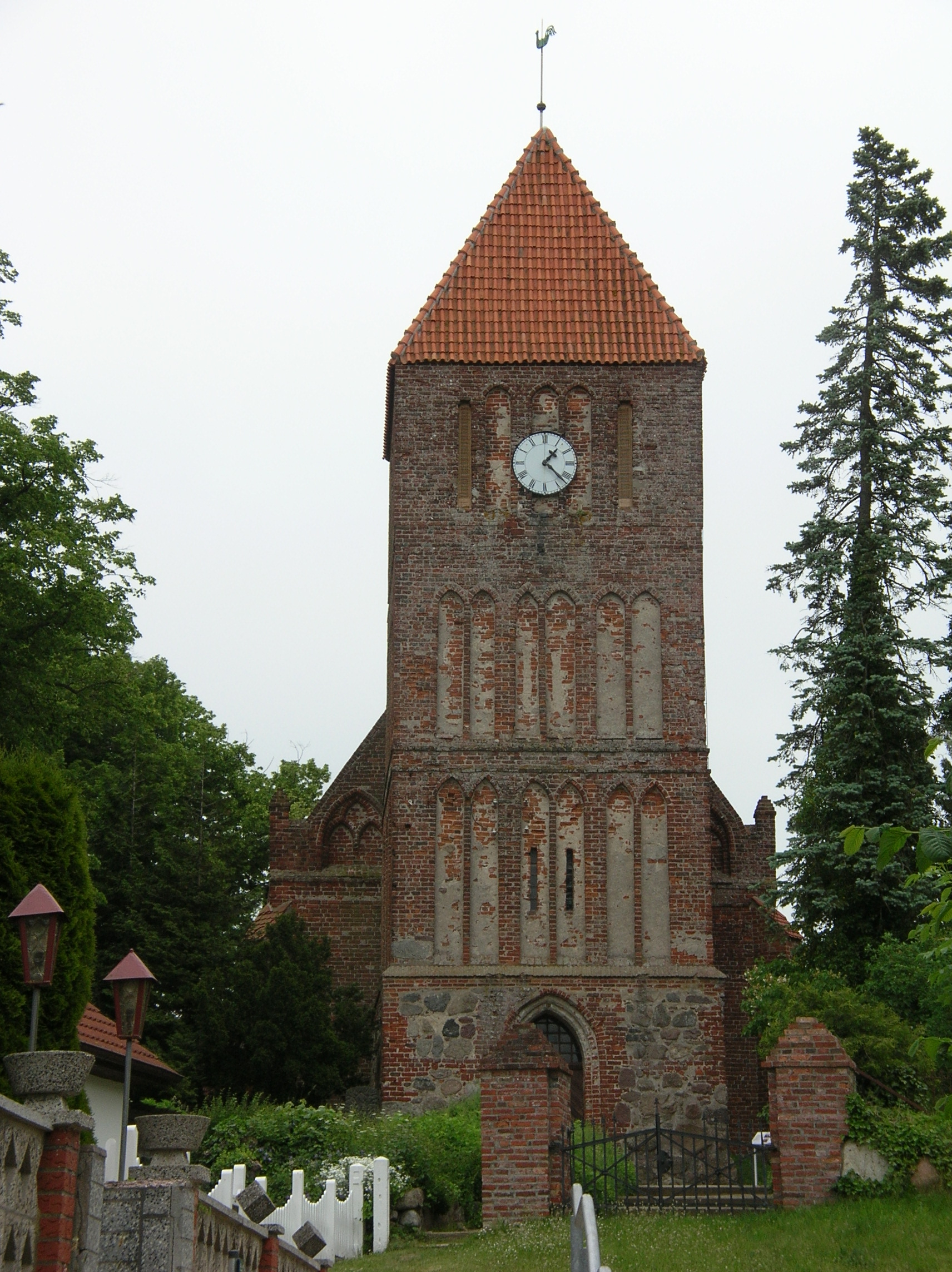
Kirche in Patzig

- Woorker Berge (von slawisch: „kleiner Hügel“, vgl. polnisch wzgórek), das größte zusammenhängende Hügelgräberfeld in Norddeutschland. Es handelt sich um 13 noch teils 6 Meter hohe Hügelgräbern aus der älteren Bronzezeit. Hier erfolgten für die Region typische Baumsargbestattungen unter einem Hügel mit darüberliegender Steinpackung. Heute sind die Gräber mit Bäumen bewachsen und als Bauminseln in der Landschaft erkennbar.
- Backsteingotische Margarethen-Kirche Patzig aus dem 15. Jahrhundert mit einem der ältesten Rügener Taufsteine aus rotem Granit
- Funktionsfähige Motorgetreidemühle
- Gutshaus Patzig als zweigeschossiger, 11-achsiger, unsanierter Putzbau von 1867, erbaut von Ludwig Rassow

→ Siehe auch: Liste der Baudenkmale in Patzig

## Persönlichkeiten
- Johann Joachim Susemihl (1756–1797), Pastor in Patzig von 1787 bis 1796
- Joachim Bernhard Susemihl (1788–1860), geboren in Patzig, Amtmann in Ratzeburg
- Jakob Wallenius (1761–1819), schwedisch-deutscher evangelisch-lutherischer Theologe, Hochschullehrer und Bibliothekar
- Wilhelm Sült (1888–1921), Gewerkschaftsfunktionär in Berlin